# 石庄镇 (汾阳市)
石庄镇，是中华人民共和国山西省吕梁市汾阳市下辖的一个乡镇级行政单位。

## 行政区划
石庄镇下辖以下地区：
石庄村、下庄村、曹家庄村、前杨家寨村、后杨家寨村、阳泉村、张家庄村、东村、南广城村、北广城村、西庄村、东武堡村、西武堡村、胡家社村、原家社村、李家庄村、菽禾村和谷雨堰村。